# Lucien Degauchy
Lucien Degauchy, né le 11 juin 1937 à Hautefontaine (Oise) et mort le 11 février 2022 à Courtieux dans le même département, est un homme politique français.

## Biographie
Maire de Courtieux depuis 1977, il est élu député dans la 5e circonscription de l'Oise le 28 mars 1993 (Xe législature), il est réélu le 1er juin 1997, pour la XIe législature, puis le 16 juin 2002, pour la XIIe législature. Il est réélu dès le premier tour le 10 juin 2007, pour la XIIIe législature, puis le 17 juin 2012, pour la XIVe législature. Il est reconnu dans l'hémicycle en portant ses vestes jaunes.
Il est membre du groupe Les Républicains.
Il soutient Alain Juppé pour la primaire présidentielle des Républicains de 2016.
Lors des élections législatives de 2017, il ne se présente pas à sa propre succession. Il reste toutefois le  suppléant de son ancien attaché parlementaire, Pierre Vatin, qui est élu député en juin 2017.
Candidat à sa succession aux élections municipales de 2020, il est réélu dès le premier tour avec 91,7 % des voix.
Il meurt le 11 février 2022, à l'âge de 84 ans. 

## Affaires et polémiques
Il est l’un des députés qui a sifflé, avec Patrick Balkany, la ministre du Logement Cécile Duflot le 17 juillet 2012 à l'Assemblée nationale parce qu'elle portait une robe.
En octobre 2014, il reconnaît avoir eu un compte non déclaré en Suisse mais plaide la bonne foi. Selon lui, son compte en Suisse a été ouvert en 1981, et il utilisa les fonds pour pallier les dégâts d'un orage de grêle sur les récoltes des plantations de ses enfants. Son compte en Suisse contenait 200 000 euros. 
Le 13 novembre 2014, la Haute Autorité pour la transparence de la vie publique annonce avoir transmis au Parquet le dossier de Lucien Degauchy et celui de deux autres parlementaires, pour « doute sur omission d'avoirs détenus à l'étranger ». Le 6 octobre 2017, il est condamné à quatre mois d'emprisonnement avec sursis et 30 000 euros d'amende.

## Détail des mandats et fonctions
- 13 mars 1977 – 11 février 2022 : maire de Courtieux (Oise).
- 1er décembre 1985 – 22 mars 2015 : conseiller général de l'Oise, élu dans le canton d'Attichy.
- 2 avril 1993 – 20 juin 2017 : député, élu dans la 5e circonscription de l'Oise.